# EA Sports FC 25
EA Sports FC 25, hay còn được biết đến với tên gọi là EA FC 25, là một trò chơi điện tử bóng đá dự kiến được phát triển bởi Electronic Arts và được phát hành trên toàn thế giới vào ngày 27 tháng 9 năm 2024 cho Nintendo Switch, PlayStation 4, PlayStation 5, Windows, Xbox One và Xbox Series X/S. Trò chơi này sẽ là phiên bản trò chơi thứ hai trong loạt trò chơi điện tử EA Sports FC và cũng là phiên bản trò chơi thứ 32 trong số các trò chơi mô phỏng bóng đá của EA Sports. Trò chơi mới này giới thiệu một số tính năng cải tiến nhằm nâng cao lối chơi và sự tương tác của người chơi theo các nhà phát triển của EA. Trang bìa phiên bản Ultimate Edition có hình các cầu thủ bóng đá Gianluigi Buffon, Aitana Bonmatí, Jude Bellingham, Zinédine Zidane và David Beckham trong một căn phòng chứa đầy những danh hiệu mà họ đã giành được trong suốt sự nghiệp của họ, trong khi trang bìa phiên bản Standard Edition chỉ có hình Bellingham.

## Tính năng mới
So với EA Sports FC 24, phiên bản tiền nhiệm của EA Sports FC 25, EA Sports FC 25 đã bổ sung những tính năng mới sau:
FC IQ (tiếng Anh: FC IQ): FC IQ là một tính năng được cải tiến toàn diện của hệ thống chiến thuật, cho phép người chơi tác động đến các chiến lược của đội hiệu quả hơn. Nó bao gồm các chiến thuật được hiện đại hóa của đội và sử dụng chức năng trí tuệ nhân tạo (AI) thông minh hơn cho các đồng đội để người chơi có trải nghiệm chơi trò chơi năng động hơn. Người chơi hiện có thể mô phỏng các chiến thuật của các huấn luyện viên nổi tiếng và có thể điều chỉnh đội hình một cách trôi chảy trong các trận đấu.
Vai trò của người chơi (tiếng Anh: Player Roles): EA Sports FC 25 giới thiệu các vai trò riêng biệt cho người chơi, tăng cường cách họ phù hợp với các chiến lược của đội. Tính năng này được thiết kế để đảm bảo rằng người chơi có thể sử dụng hiệu quả theo điểm mạnh của họ khiến cho việc thành lập đội trở nên quan trọng hơn.
Phong cách chơi của thủ môn (tiếng Anh: Goalkeeper PlayStyles): Cơ chế chơi mới dành cho thủ môn đã được thêm vào, mang lại chiều sâu hơn cho vị trí này và cho phép nhiều phong cách chơi khác nhau.
Chế độ 5v5 Rush (tiếng Anh: 5v5 Rush Mode): Người chơi có thể hợp tác với bạn bè trong chế độ 5v5 mới, giúp tăng thêm yếu tố cạnh tranh mới cho trò chơi.

## Các giải đấu
UEFA Champions League, UEFA Women's Champions League, UEFA Europa League và UEFA Conference League sẽ trở lại. Coupe de France sẽ được cấp phép đầy đủ trong trò chơi. Không có giải đấu mới nào được thêm vào EA Sports FC 25.

## Giấy phép
Phần lớn các câu lạc bộ từ EA Sports FC 24 sẽ quay trở lại, ngoại trừ các câu lạc bộ Serie A là Inter Milan, SS Lazio, Atalanta BC và AC Milan, cũng như Đội tuyển bóng đá quốc gia Bỉ và Đội tuyển bóng đá nữ quốc gia Mexico, những đội mà EA không còn giấy phép. Các câu lạc bộ Serie A là AS Roma và SSC Napoli sẽ quay trở lại kể từ lần xuất hiện cuối cùng với giấy phép đầy đủ tại FIFA 20 và FIFA 22. Ngoài ra, câu lạc bộ bóng đá Hy Lạp và nhà vô địch UEFA Europa Conference League 2023–24 Olympiakos F.C. sẽ quay trở lại sau lần xuất hiện cuối cùng tại FIFA 22. Nhà vô địch Giải bóng đá Ngoại hạng Azerbaijan 11 lần Qarabağ FK, đội chưa từng xuất hiện trong một phiên bản trò chơi thuộc các loại FIFA hoặc EA Sports FC nào, sẽ ra mắt tại EA Sports FC 25 và loạt EA Sports FC. Đội tuyển bóng đá nữ quốc gia Phần Lan sẽ ra mắt trong loạt EA Sports FC.

## Ultimate Team
Trước khi ra mắt, EA Sports đã công bố các thành viên của một bộ Siêu anh hùng (tiếng Anh: Heroes) ra mắt – những thẻ có thể sử dụng cho các cầu thủ bóng đá đã giải nghệ và/hoặc mô tả những khoảnh khắc đặc biệt với phong cách nghệ thuật truyện tranh do Marvel tạo ra và mỗi thẻ liên kết với một giải đấu cho mục đích phối hợp của đội. Tất cả thành viên trong bộ Siêu anh hùng đều là những người mới ngoại trừ Yaya Touré. Tương tự như vậy, các Icons, những thẻ có thể sử dụng cho các cầu thủ bóng đá đã giải nghệ, được mô tả theo bảng xếp hạng của họ ở đỉnh cao và được gọi là "ICON" trong trò chơi, sẽ quay trở lại Ultimate Team thông qua sự liên kết với các quốc gia của họ cho mục đích phối hợp. Tám Icons mới là Gianluigi Buffon, Gareth Bale, Lotta Schelin, Julie Foudy, Lilian Thuram, Nadine Angerer, Miyama Aya và Marinette Pichon.